# Проблема індукції
Проблема індукції — у філософії, питання чи призводить індуктивне мислення до отримання нових знань. Тобто, що є обґрунтуванням наступного:
1. узагальнення властивостей класу об'єктів на основі спостережень за окремими представниками цього класу (наприклад, умовивід з того, що «всі бачені мною лебеді білі, тому всі лебеді білі», з наступним відкриттям чорного лебедя) або
2. переконання, що послідовність подій в майбутньому відбуватиметься так само, як і в минулому (наприклад, що всі закони фізики будуть дійсними і надалі).

Ця проблема ставить під сумнів всі емпіричні твердження та знання, отримані через науковий метод пізнання. Хоча проблема сходить своїм корінням до пірронізму в античній філософії, Девід Юм акцентував її в середині 18 століття, і отримав найвідомішу відповідь[яку?] від Карла Поппера через два століття.